# Comuna de Brok
Brok (polaco: Gmina Brok) é uma gminy (comuna) na Polónia, na voivodia de Mazóvia e no condado de Ostrowski (mazowiecki). A sede do condado é a cidade de Brok.
De acordo com os censos de 2004, a comuna tem 2869 habitantes, com uma densidade 26 hab/km².

## Área
Estende-se por uma área de 110,21 km², incluindo:
- área agricola: 20%
- área florestal: 71%

## Demografia
Dados de 30 de Junho 2004:
|                      | Total   | Total | Mulheres | Mulheres | Homens  | Homens |
| -------------------- | ------- | ----- | -------- | -------- | ------- | ------ |
|                      | pessoas | %     | pessoas  | %        | pessoas | %      |
| População            | 2869    | 100   | 1431     | 49,9     | 1438    | 50,1   |
| Densidade (pop./km²) | 26      | 100   | 13       | 13       | 13      | 13     |

De acordo com dados de 2002, o rendimento médio per capita ascendia a 1266,91 zł.

## Subdivisões
- Bojany, Laskowizna-Puzdrowizna, Nowe Kaczkowo, Stare Kaczkowo.

## Comunas vizinhas
- Brańszczyk, Małkinia Górna, Ostrów Mazowiecka, Sadowne